# Список эпизодов мультсериала «Смурфики»
«Смурфики» — это мультсериал, который первоначально транслировался на канале NBC с 12 сентября 1981 года по 2 декабря 1989 года. Созданный Пьером «Пейо» Каллифордом и основанный на его одноимённом сериале комиксов, он состоял из 256 эпизодов с 417 рассказами, а также из трёх захватывающих эпизодов и семи специальных выпусков. Сериал был произведён Hanna-Barbera Productions совместно с SEPP International SA и Lafig SA (в сезонах с 1 по 7 для первого и с 8 по 9 для второго соответственно).

## Обзор сезонов
| Сезон    | Segments | Серии | Серии | Даты показа      | Даты показа     |
| Сезон    | Segments | Серии | Серии | Первая серия     | Последняя серия |
| -------- | -------- | ----- | ----- | ---------------- | --------------- |
| 1        | 39       | 26    | 26    | 12 сентября 1981 | 5 декабря 1981  |
| 2        | 46       | 36    | 36    | 18 сентября 1982 | 4 декабря 1982  |
| 3        | 55       | 32    | 32    | 17 сентября 1983 | 26 ноября 1983  |
| 4        | 48       | 26    | 26    | 15 сентября 1984 | 17 ноября 1984  |
| 5        | 40       | 24    | 24    | 21 сентября 1985 | 9 ноября 1985   |
| 6        | 61       | 36    | 36    | 13 сентября 1986 | 29 ноября 1986  |
| 7        | 65       | 36    | 36    | 19 сентября 1987 | 5 декабря 1987  |
| 8        | 24       | 16    | 16    | 10 сентября 1988 | 29 октября 1988 |
| 9        | 41       | 26    | 26    | 9 сентября 1989  | 2 декабря 1989  |
| Specials | N/A      | 7     | 7     | 19 июня 1981     | 13 декабря 1987 |

## Эпизоды

### Сезон 1 (1981)
| № общий | № в сезоне | Название                                                                 | Автор сценария                                           | Дата премьеры     | Произв. код |
| ------- | ---------- | ------------------------------------------------------------------------ | -------------------------------------------------------- | ----------------- | ----------- |
| 1       | 1          | «The Smurfette» «Смурфетта»                                              | Дуэйн Пул, Том Суэйл, Лен Дженсон и Чак Менвилл          | 21 ноября 1981    | 101         |
| 2a      | 2a         | «The Smurf's Apprentice» «Смурф-ученик»                                  | Лен Янсон                                                | 28 ноября 1981    | 102A        |
| 2b      | 2b         | «Vanity Fare» «Красавчик в беде»                                         | Джин Айрес                                               | 12 сентября 1981  | 102B        |
| 3a      | 3b         | «King Smurf» «Король Смурфиков (Король смурф)»                           | Чак Менвилл (основан на концепции Пейо и Эвана Делпорте) | 26 сентября 1981  | 103A        |
| 3b      | 3b         | «Jokey's Medicine» «Лекарство Хохмача (Проказник Весельчак)»             | Дэвид Виллер                                             | 12 сентября 1981  | 103B        |
| 4       | 4          | «The Astrosmurf» «Астросмурфик (Астросмурф)»                             | Лен Янсон (основан на концепции Пейо и Эвана Делпорте)   | 12 сентября 1981  | 104         |
| 5       | 5          | «St. Smurf and the Dragon» «Смурфик — драконоборец (Смурфы и дракон)»    | Майкл Ривз                                               | 19 сентября 1981  | 105         |
| 6a      | 6a         | «Sorcerer Smurf» «Смурф-чародей»                                         | Майкл Ривз                                               | 19 сентября 1981  | 106A        |
| 6b      | 6b         | «The Magical Meanie» «Волшебный вредина»                                 | N/A                                                      | 19 сентября 1981  | 106B        |
| 7       | 7          | «The Smurfs and the Howlibird» «Смурфы и Птицевой (Смурфики и Птицевой)» | Майкл Ривз (основан на концепции Пейо и Эвана Делпорте)  | сентябрь 26, 1981 | 107         |

### Спецвыпуски
| №   | Название                                                | Режиссёр        | Автор сценария                                                                                             | Дата премьеры   | Произв. код |
| --- | ------------------------------------------------------- | --------------- | --- | --------------- | ----------- |
| S01 | «Here Comes the Smurfs»                                 | Неизвестно      | Неизвестно                                                                                                 | 19 июня 1981    | 000         |
| S02 | «The Smurfs Springtime Special» «Весенний выпуск»       | Джерард Болдуин | Сюжет:Пейо и Эван Делпорте Телесценарий: Лен Янсон и Чак Менвилл                                           | 8 апреля 1982   | 127         |
| S03 | «The Smurfs Christmas Special» «Рождественнский выпуск» | Джерард Болдуин | Сюжет: Джерард Болдуин, Пейо и Эван Делпорте Телесценарий: Лен Янсон и Чак Менвилл                         | 12 декабря 1982 | 223         |
| S04 | «My Smurfy Valentine» «Мой смурфный валентин»           | Джерард Болдуин | Сюжет: Пейо, Эван Делпорте, Лен Янсон, Чак Менвилл и Джерард Болдуин Телесценарий: Лен Янсон и Чак Менвилл | 13 февраля 1983 | 224         |
| S05 | «The Smurfic Games» «Смурфийские игры»                  | Джерард Болдуин | Сюжет: Пейо и Эван Делпорте Телесценарий: Пэтси Кэмерон и Тедд Анасти                                      | 20 мая 1984     | 331         |
| S06 | «Smurfily Ever After» «Смурфно и счастливо»             | Джерард Болдуин | Пэтси Кэмерон и Тедд Анасти                                                                                | 13 февраля 1985 | 429         |
| S07 | «'Tis the Season to Be Smurfy» «Новогоднее смурфство»   | Рей Петтерсон   | Гленн Леопольд                                                                                             | 13 декабря 1987 | 729         |